# Mundulla
Mundulla – miasto w Australii, w stanie Australia Południowa.